# Remo Vigorelli (dirigente sportivo)
Remo Vigorelli (Milano, 1898 – Milano, 1974) è stato un dirigente sportivo e dirigente d'industria italiano.
Divenne presidente della Federazione Italiana Pattinaggio dal 1946, anno in cui l'organizzazione si separò dalla Federazione italiana sport invernali, al 1952, quando la FIP si riunì alla Federazione Italiana Hockey su Ghiaccio per far rinascere la Federazione Italiana Sport del Ghiaccio, fondata nel 1926 ma accorpata alla FISI nel 1933. Ricoprì l'incarico di presidente della FISG fino al 1960.
Fu anche Amministratore Delegato dell'Italviscosa, importante società del Gruppo Snia Viscosa, specializzata nella commercializzazione dei prodotti tessili del Gruppo SNIA Viscosa. Venne nominato Commendatore della Repubblica nel 1952 e Grand'Ufficiale della Repubblica il 2/6/1955..